# Chlorophytum nimmonii
Chlorophytum nimmonii är en sparrisväxtart som beskrevs av Nicol Alexander Dalzell. Chlorophytum nimmonii ingår i släktet ampelliljor, och familjen sparrisväxter. Inga underarter finns listade i Catalogue of Life.